# Fériana
Fériana o Feriana (àrab: فريانة, Faryāna) és una ciutat de Tunísia de la governació de Kasserine, situada uns 27 km al sud-oest de Kasserine. El municipi té 24.198 segons el cens del 2004. A uns 4 km al nord hi ha la vila de Thélepte, on es troben les ruïnes de la romana Thelepte. Està situada a 745 metres d'altura, a les estivacions del Djebel Ettouila, a l'est, i el Djebel Serraguia, a l'oest. És coneguda com a Fériana la Rosa i s'hi fa un mercat setmanal. Té estació de ferrocarril. És capçalera d'una delegació amb 44.510 habitants.
El Grup Cementos Molins hi té una fàbrica de ciment blanc.

## Administració
És el centre de la delegació o mutamadiyya homònima, amb codi geogràfic 42 62 (ISO 3166-2:TN-12), dividida en dotze sectors o imades:
- Feriana (42 62 51)
- El Erg (42 62 52)
- El Ahouach (42 62 53)
- Es-Skhirat (42 62 54)
- El Arâar (42 62 55)
- Hanachi (42 62 56)
- Garet En-Nâam (42 62 57)
- Bouchebka (42 62 58)
- Om Ali (42 62 59)
- Bouhaya (42 62 60)
- Telept (42 62 61)
- Abdeladhim (42 62 62)

Al mateix temps, forma una municipalitat o baladiyya (codi geogràfic 42 18).